# Straight Outta Compton (album)
 For alternative betydninger, se Straight Outta Compton. (Se også artikler, som begynder med Straight Outta Compton)
Straight Outta Compton er N.W.A.'s andet album, der blev udgivet i 1988. Størstedelen af albummet blev rappet af Ice Cube, Eazy-E og MC Ren, hvor Dr. Dre og DJ Yella producerede . Albummet kan betragtes som en vigtig del i gennembruddet for både gangsta rappens og vestkystshiphoppens dominans på hiphop-scenen i begyndelsen af 1990'erne.
Straight Outta Compton er også navnet på filmen om gruppen fra 2015.